# Opper-Elzas (district)
Opper-Elzas (Duits: Oberelsaß) was een district (Bezirk) van Elzas-Lotharingen. De andere districten waren Neder-Elzas en Lotharingen.

## Geschiedenis
Het district werd na de Duitse annexatie van de Elzas en Lotharingen in 1871 samengesteld uit een deel van het Franse departement Haut-Rhin. In overeenstemming met het Verdrag van Versailles stond Duitsland het gebied in 1919 weer aan Frankrijk af. Van 1940 tot 1945 behoorde het gebied tot nazi-Duitsland.

## Bestuurlijke indeling
De Opper-Elzas, bestuurd door een districtspresident, was verdeeld in bestuursdistricten (Landkreise). Aan het hoofd van de bestuursdistricten stond een Kreisdirektor.
| Land-/Stadtkreis | Ontstaan uit arrondissement         | Bevolking                     | Opmerking |
| ---------------- | ----------------------------------- | ----------------------------- | --------- |
| Altkirch         | Altkirch                            | 50.840 (1890) 51.748 (1910)   |           |
| Colmar           | Colmar                              | 85.489 (1890) 97.736 (1910)   |           |
| Gebweiler        | Guebwiller                          | 62.046 (1890) 61.659 (1910)   |           |
| Mülhausen        | Mulhouse (deels) en Belfort (deels) | 152.049 (1890) 188.988 (1910) |           |
| Rappoltsweiler   | Ribeauvillé                         | 61.848 (1890) 58.151 (1910)   |           |
| Thann            | Thann                               | 59.337 (1890) 59.583 (1910)   |           |

## Districtspresidenten (Bezirkspräsidenten) 1871-1918
- 1871-1875: Robert von der Heydt
- 1875-1879: Karl Adolf August Ernst von Ernsthausen
- 1880-1888: Ludwig Ferdinand Timme
- 1888-1898: Gustav von Jordan
- 1898-1906: Alexander zu Hohenlohe-Schillingsfürst
- 1906-1918: Albert von Puttkamer